# Ботулизам
Ботулизам (лат. botulismus од лат. botulus - кобасица) је тровање изазвано ботулинским токсином (енгл. Botulinum toxin), који производи ботулинусов бацил (лат. Clostridium botulinum), који се развија без присуства кисеоника у кобасицама, конзервама и сувомеснатим производима. Открио га је крајем XIX века у Генту Белгијанац Е. П. ван Ермангем. Болест започиње слабошћу, замућеним видом, осећајем умора и проблемима у говору. То може бити праћено слабошћу руку, мишића грудног коша и ногу. Такође се могу јавити повраћање, отицање стомака и дијареја. Болест обично не утиче на свест нити изазива грозницу.
Ботулизам се може ширити на више начина. Споре бактерија које га узрокују честе су и у земљи и у води. Оне производе ботулински токсин када су изложене ниским нивоима кисеоника и на одређеним температурама. Ботулизам који се преноси храном дешава се када се једе храна која садржи токсин. Ботулизам дојенчади се дешава када се бактерија развије у цревима и ослободи токсин. То се обично јавља само код деце млађе од шест месеци, пошто се заштитни механизми развијају након тог времена. Ботулизам рана се најчешће среће међу онима који убризгавају уличне дроге. У овој ситуацији, споре улазе у рану, и у одсуству кисеоника ослобађају токсин. Ботулизам се не преноси директно између људи. Дијагноза се потврђује проналаском токсина или бактерија код дотичне особе.
Превенција је првенствено правилном припремом хране. Токсин, иако није организам, уништава се загревањем на више од 85 °C (185 °F) дуже од 5 минута. Мед може да садржати организам, па се из тог разлога медом не смеју хранити деца млађа од 12 месеци. Лечење се врши антитоксином. Код оних који изгубе способност самосталног дисања, механичка вентилација може бити потребна месецима. Антибиотици се могу користити за ботулизам ране. Смрт се дешава код 5 до 10% људи. Ботулизам погађа и многе друге животиње. Назив је изведен из латинског botulus, што значи кобасица. Рани описи ботулизма датирају из далеке 1793. године у Немачкој.

## Знаци и симптоми
Мишићна слабост ботулизма карактеристично започиње у мишићима које снабдевају кранијални нерви - група од дванаест живаца који контролишу покрете очију, мишиће лица и мишиће који контролишу жвакање и гутање. Због тога се могу јавити двоструки вид, спуштање оба капка, губитак израза лица и проблеми са гутањем. Поред тога што утиче на вољне мишиће, такође може да изазове поремећаје у раду аутономног нервног система. Ово се доживљава као сувост уста и грла (због смањеног стварања пљувачке), постурална хипотензија (смањени крвни притисак при стајању, са резултујућом вртоглавицом и ризиком од губитка свести) и на крају затвор (због смањеног померања цревног садржаја). Неки од токсина (Б и Е) такође изазивају мучнину, повраћање и потешкоће у говору. Слабост се затим шири на руке (почевши од рамена и настављајући према подлактицама) и ноге (опет од бутина до стопала).
Тешки ботулизам доводи до смањеног кретања мишића дисања, а самим тим и до проблема са разменом гасова. Ово се може доживети као диспнеја (отежано дисање), али када озбиљна болест може довести до респираторне инсуфицијенције, због накупљања неиздахнутог угљен-диоксида и резултујућег депресивног ефекта на мозак. То може довести до респираторног компромиса и смрти ако се не лечи.
Клиничари често размишљају о симптомима ботулизма у смислу класичне тријаде: булбарна парализа и опадајућа парализа, недостатак грознице, јасна чула и ментални статус („бистри сензор”).

### Ботулизам дојенчади
Дојенчадски ботулизам (такође се назива и синдром флопи бебе) први пут је препознат 1976. године и најчешћи је облик ботулизма у Сједињеним Државама. Дојенчад је осетљива на инфантни ботулизам у првој години живота, при чему се више од 90% случајева јавља код новорођенчади млађе од шест месеци. Ботулизам дојенчади настаје услед гутања спора C. botulinum и накнадне колонизације танког црева. Црева дојенчади могу бити колонизована када композиција цревне микрофлоре (нормалне флоре) није довољна да конкурентно инхибира раст бактерије C. botulinum, а нивои жучних киселина (који нормално инхибирају клостридијални раст) су нижи него касније у животу.
Раст спора ослобађа ботулинум токсин, који се затим апсорбује у крвоток и разноси кроз тело, узрокујући парализу блокирањем ослобађања ацетилхолина на нервно-мишићном споју. Типични симптоми ботулизма новорођенчади укључују затвор, летаргију, слабост, отежано храњење и измењени плач, који често напредују до потпуне силазне флацидне парализе. Иако је затвор обично први симптом ботулизма код новорођенчади, он се често занемарује.
Мед је познати прехрамбени резервоар спора C. botulinum и повезан је са ботулизмом дојенчади. Из тог разлога мед се не препоручује за дојенчад млађу од једне године. Међутим, сматра се да је већина случајева ботулизма код новорођенчади узрокована прикупљањем спора из природног окружења. Clostridium botulinum је свеприсутна бактерија која живи у тлу. Показано је да многи пацијенти са ботулизмом новорођенчади живе у близини градилишта или подручја с поремећајем тла.
Дојенчадски ботулизам забележен је у 49 од 50 америчких држава (све осим за Роуд Ајланда), и случајеви су препознати у 26 земаља на пет континената.

### Компликације
Ботулизам дојенчади нема дуготрајне нежељене ефекте, али може бити компликован болничким инфекцијама.
Ботулизам може резултирати смрћу због респираторне инсуфицијенције. Међутим, у последњих 50 година, проценат пацијената са ботулизмом који умиру опао је са око 50% на 7% због побољшане подржавајуће неге. Пацијенту са тешким ботулизмом може бити потребна механичка вентилација (подршка дисању кроз вентилатор), као и интензивна медицинска и сестринска нега, понекад и током неколико месеци. Особа може захтевати рехабилитациону терапију након напуштања болнице.

## Узроци
је анаеробни, Грам позитивни, штапић који формира споре. Ботулински токсин је један од најмоћнијих познатих токсина: око једног микрограма је смртоносно за људе када се удахне. Токсин делује блокирајући функцију нерва (нервно-мишићна блокада) инхибицијом ослобађања ексцитаторног неуротрансмитера ацетилхолина из пресинаптичке мембране нервно-мишићних спојева у соматском нервном систему. Ово узрокује парализу. Напредни ботулизам може да узрокује респираторну инсуфицијенцију парализујући мишиће грудног коша; ово затим може да напредује до застоја дисања. Даље, блокирано је ослобађање ацетилхолина из пресинаптичких мембрана синапси мускаринских нерва. То може довести до различитих аутономних знакова и симптома.
У свим случајевима болест је узрокована ботулинским токсином који производи бактерија C. botulinum у анаеробним условима, а не сама бактерија. Образац оштећења настаје зато што токсин прво утиче на живце који испаљују (деполаризују се) већом фреквенцијом.